# Ferdinand Karl af Østrig
Ferdinand Karl af Østrig, senere kendt som Ferdinand Burg, (27. december 1868 – 12. marts 1915) var en østrigsk ærkehertug, der var den yngste søn af ærkehertug Karl Ludvig af Østrig og Maria Annunziata af Begge Sicilier. Han var en yngre bror til ærkehertug Franz Ferdinand af Østrig-Ungarn.

## Biografi
Ærkehertug Ferdinand Karl uddannede sig som officer og blev generalmajor i den østrigske hær.
I 1909 indgik han, som sin storebror, et ikke-jævnbyrdigt ægteskab med Bertha Czuber (1879–1979), datter af Emanuel Czuber. I modsætning til sin bror giftede han sig uden kejserens viden eller tilladelse, og der gik to år før brylluppet blev gjort bekendt for offentligheden.
Den 6. august 1911 gav han på kejserens forlangende afkald på sine dynastiske rettigheder og titler som medlem af Huset Habsburg og antog navnet Ferdinand Burg. Derefter holdt han sig på afstand af hoffet i Wien og slog sig ned i Tyrol.
Han døde af tuberkulose i 1935.